# Joseph Capgras
Pour les articles homonymes, voir Capgras.
 (mai 2020).
Si vous disposez d'ouvrages ou d'articles de référence ou si vous connaissez des sites web de qualité traitant du thème abordé ici, merci de compléter l'article en donnant les références utiles à sa vérifiabilité et en les liant à la section « Notes et références ».
Jean Marie Joseph Capgras (né le 23 août 1873 à Verdun-sur-Garonne et mort le 27 janvier 1950 à Dijon) est un psychiatre français. Le syndrome de Capgras est nommé d'après lui.

## Biographie
Joseph Capgras commence ses études de médecine à Toulouse où il est reçu au concours de l'externat en 1894. 
En 1897, il est major de l'internat en médecine des asiles d'aliénés de la Seine. 
Interne à l'asile de Ville-Evrard, il soutient sa thèse de doctorat en médecine en 1900. 
En 1902 il est reçu premier au concours de médecin-adjoint et après avoir changé plusieurs fois d'affectation, il prend poste en 1905 à la colonie familiale de Dun-sur-Auron où il reste trois ans. Il retourne ensuite à Ville-Evrard jusqu'en 1912.
En 1909, en collaboration avec son collègue Paul Sérieux, il publia Les Folies raisonnantes. Le délire d'interprétation, un travail sur une illusion au cours de laquelle les capacités intellectuelles restent intactes, mais où interviennent de grands problèmes d'identification. Ce livre est extrêmement important en tant qu'un des précurseurs de la théorie psychanalytique de la paranoïa[réf. nécessaire] telle que Sigmund Freud la présente dans son étude sur le président Schreber. En effet, Serieux et Capgras y présentent les folies raisonnantes comme étant composées de six formes de délire : celui de persécution, l'érotomanie, le délire de jalousie et le délire de grandeurs. Freud retint ces quatre délires comme constitutives de la paranoïa.[réf. nécessaire]
En 1912, il est nommé au concours du médicat et passe médecin-chef à Maison-Blanche, mais la guerre interrompt sa carrière. 
Il réintègre son service de Neuilly-sur-Marne en 1919 et reste à ce poste jusqu'en 1929, date à laquelle il devient médecin-chef de la section des hommes à l'hôpital Sainte-Anne.
Il prend sa retraite en 1936.

## Le syndrome de Capgras
Capgras acquit une bonne réputation en tant que spécialiste de l'imagination et, en 1923, il publia, en collaboration avec son interne de l'asile de Maison-Blanche Jean Reboul-Lachaux, L'Illusion des sosies dans un délire systématisé chronique, une étude de cas concernant l'agnosie de « Madame M. ». En 1929, le psychiatre Joseph Lévy-Valensi introduisit le nom syndrome de Capgras. Dans ce délire d'interprétation, ou syndrome de fausse reconnaissance délirante (aussi appelé illusion des sosies), les personnes victimes de ce syndrome ne reconnaissent pas leurs proches, et les prennent pour des sosies.
Il pensait que ce syndrome était dû à un dysfonctionnement cérébral et notait que ce type d'illusion apparaît chez des sujets faisant des délires chroniques systématisés (c'est-à-dire bien organisés).
En 1936, il quitta l'hôpital Sainte-Anne à Paris, dont il était l'un des médecins en chef depuis 1929. Il vécut les dernières années de sa vie à Dijon, où il mourut en janvier 1950 d'un infarctus du myocarde.

## Publications
- avec Jean Reboul-Lachaux (1923). « Illusion des sosies dans un délire systématisé chronique ». Bulletin de la Société clinique de médecine mentale, 2, 6-16.
- « Deux cas d’amnésie systématique », Bulletin de la Société clinique de médecine mentale, mars 1920
- avec P. Carrette, « Illusion des sosies et complexe d'Œdipe », Société médico-psychologique, republication en 2009, La Revue lacanienne, n° 4, p. 145-158 [lire en ligne]